# Eubulides igorrote
Eubulides igorrote ist eine auf der philippinischen Insel Luzon heimische Gespenstschrecken-Art aus der Familie der Heteropterygidae.

## Merkmale
Im Habitus ähneln die Tiere allen anderen Vertretern der Gattung Eubulides. Mit 51 bis 53 bzw. bis 58 mm im weiblichen und 35,5 bis 39,7 mm bzw. bis 44 mm Länge, ist Eubulides igorrote die kleinste Art der Gattung. Sie unterscheidet sich nicht nur durch die geringe Größe von den anderen Eubulides-Arten, sondern auch durch die in beiden Geschlechtern vorhandenen stachligen Seitenränder des Pronotums und die vier großen Stacheln auf dem Vorderrand des Mesonotums. Außerdem befinden sich auf dem Pronotum vorne als deutliche Tuberkel oder kurze Stacheln ausgebildete, paarige Strukturen (anterolaterale Pronotalia) und dahinter ein Paar sehr markanter Stacheln (posterolaterale Pronotalia). Dabei sind die Stacheln auf dem Pro- und Mesonotum der größten untersuchten Tiere vom Berg Palali schwächer ausgeprägt als die der kleineren Tiere von anderen Fundorten. Insbesondere die hinteren Pronotalia sind nur als kurze und ziemlich stumpfe, stachelige Tuberkel ausgebildet, während sie bei allen anderen Exemplaren starke, spitz zulaufende Stacheln bilden.
Eubulides igorrote ist zwar die stachligste Art der Gattung, aber anders als bei der ebenfalls recht kleinen Armadolides manobo, der einzigen bekannten Art der Schwestergattung Armadolides, befinden sich bei ihr keine Stacheln oder Vorsprünge auf dem Abdomen.
Die projektilförmigen Eier sind etwa 4,3 bis 4,5 mm lang, 1,8 bis 1,9 mm breit und 1,5 bis 1,8 mm hoch. Der Deckel (Operculum) fällt zur dorsalen Seite hin leicht ab, so dass ein deutlicher Opercularwinkel entsteht. Er ist in der mittleren Region leicht erhöht und in diesem Bereich mit haarähnlichen Formen überzogen. Die Mikropylarplatte ist am vorderen Ende bogig gerundet und im mittleren Bereich parallelseitig. Die beiden posterior-lateralen Verlängerungen erstrecken sich etwa über ein Drittel der Mikropylarplatte. Sie werden zum Ende etwas schmaler und erreichen das Ende der Eikapsel nicht. Eine deutliche Mittellinie verläuft von der Mikropyle nach hinten und erreicht den Hinterpol des Eies (Siehe auch Bau des Phasmideneies).

## Verbreitung
Die Art ist im zentralen nördlichen Teil Luzons beheimatet. Hier wurde sie in der Provinz Nueva Vizcaya am Berg Palali und in Imugan, in der Provinz Ifugao in Kamandag und Banaue und in der Mountain Province  am Berg Polis in Bontoc und in Sagada, sowie in Cadaclan nachgewiesen.

## Systematik
James Abram Garfield Rehn und John William Holman Rehn beschrieben im Jahr 1939 Eubulides igorrote als eine von zwei neuen Eubulides-Arten. Der gewählte Artzusatz „igorrote“ ist den Igorot gewidmet, einem unter anderen in Nueva Vizcaya, der Typuslokalität der Art, lebendem, indigenen Volk. Rehn und Rehn beschrieben die Art an einem adulten Männchen aus der Sammlung von Morgan Hebard, welches von W. Boettcher am 1. Mai 1912 in Imugan in der Provinz Nueva Vizcaya gesammelt wurde. Es ist als Holotypus an der Academy of Natural Sciences in Philadelphia hinterlegt. Diesem Männchen fehlte bereits zum Zeitpunkt der Beschreibung das Abdomenende, so dass die Beschreibung diesbezüglich unvollständig bleiben musste und die Körperlänge nur bis zum vorhandenen sechsten Abdominalsegment ermittelt werden konnte.
Die zunächst unbekannten Weibchen wurden erstmals ausführlich 2022 von Mescel S. Acola et al. beschrieben. Das dafür untersuchte, einzige Weibchen, welches von Orlando L. Eusebio, S.A.Yap und M.V.C. Yngent 2007 am Berg Palali gesammelt wurde, ist mit 58 mm Länge relativ groß. Auch das beschriebene adulte Männchen, das zusammen mit dem Weibchen und einem juvenilen Männchen gesammelt wurden, ist größer als die restlichen untersuchten Tiere der Art. Frank H. Hennemann untersuchte fünf weitere Männchen und zwei weitere adulte Weibchen, so wie ein juveniles Weibchen von anderen Fundorten. Von diesen stammten zwei Weibchen aus seiner Sammlung, während die restlichen Tiere am Museum für Naturwissenschaften in Brüssel hinterlegt sind.
Viele der in den 1990er und 2000er Jahren als Eubulides igorrote bezeichneten Tiere erwiesen sich später als Vertreter, der erst 2023 beschriebenen Eubulides timog. So gehören die von Oliver Zompro 1996 beschriebenen und 2004 erneut abgebildeten Tiere, sowie die von J. T. Clark Sellick 1998 beschriebenen Eier ebenso zu Eubulides timog, wie die 2009 von Joachim Bresseel und Thierry Heitzmann und 2010 von Bresseel, Heitzmann, Tim Bollens und Rob Krijns gesammelten Tiere.
In ihrer 2021 veröffentlichten, vor allem auf Molekulargenetik basierenden Arbeit zur Ausbreitung und den Verwandtschaftsverhältnissen innerhalb der Heteropterygidae untersuchten Sarah Bank et al. auch Proben von fünf Vertretern der Gattung Eubulides. Drei erwiesen sich als konspezifisch und wurden als Eubulides igorrote identifiziert.

## Terraristik
Wie bei den wissenschaftlich bearbeiteten Tieren, kam es auch bei den in den Terrarien der Liebhaber gehaltenen Tieren zu Verwechslungen mit Eubulides timog. Ein Zuchtstamm, der auf Tiere zurückgeht die 2009 von Bresseel und Heitzmann in Infanta gesammelt worden sind, wurde von der Phasmid Study Group unter der PSG-Nummer 311 bis 2019 als Eubulides igorrote geführt. Erst seit 2024 wird er als Eubulides timog angesprochen.
Obwohl Eubulides igorrote 2013 von Heitzmann und Albert Kang in Nueva Vizscaya und 2014 von Bresseel, Jérôme Constant und ihren Begleitern am Berg Polis in Sagada gesammelt wurde und teilweise lebend nach Europa gelangte, konnte aus diesen Tieren kein Zuchtstamm etabliert werden.